# Soma de Euler
A Soma de Euler é um método da soma para séries convergentes e divergentes. Dado uma série Σan, se sua transformada de Euler converge para uma soma, então que soma é chamada de soma de Euler da série original.
A soma de Euler pode ser generalizada para uma família de métodos denotados (E, q), onde q ≥ 0. A soma (E, 0) é a soma usual (convergente), enquanto que (E, 1) é a soma de Euler ordinária. Todos esses métodos são estritamente mais fracos que a soma de Borel; para q > 0 eles são incomparáveis com a soma de Abel.